# Valea Cotești, Vrancea
Valea Cotești (în trecut, Sluți) este un sat în comuna Cotești din județul Vrancea, Muntenia, România. Se află în partea de sud a județului, în Subcarpații de Curbură.